# Елена Ристеска
Елена Ристеска (на македонска литературна норма: Елена Ристеска) е известна северномакедонска певица и текстописка, прочула се след участието си в Евровизия 2006 с песента „Нинанайна“.

## Биография
Родена е в 1986 година в Скопие. Само на 16 години печели музикален кастинг, а година по-късно издава и първия си албум. Паралелно с това изучава италиански език и литература.
Ристеска става много популярна в страната си след участието в реалити шоуто Play – Search For a Star. Дебютният ѝ сингъл „Она другото“ се превръща в хит не само в Северна Македония, но и в други балкански страни. Песента е част от успешния ѝ албум „Ден и Нок“.
На 4 май 2006 година печели конкурса за северномакедонска песен на Евровизия с „Нинанайна“. Песента е дело на Дарко Димитров и Раде Върчаковски и има поп звучене с R&B, диско и денс елементи. На Евровизия 2006 Ристеска завършва на 12 позиция с 56 точки.